# Paul von Württemberg

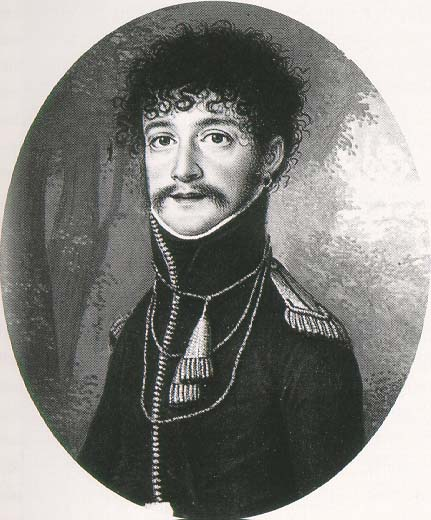
Prinz Paul von Württemberg

Paul Karl Heinrich Friedrich August Prinz von Württemberg (* 19. Januar 1785 in Sankt Petersburg; † 16. April 1852 in Paris) war ein württembergischer Prinz und Großvater des Königs Wilhelm II. von Württemberg.

## Biographie
Paul war ein Sohn des Königs Friedrich I. von Württemberg und der Prinzessin Auguste Karoline von Braunschweig-Wolfenbüttel. In den Jahren 1806 bis 1808 kämpfte Prinz Paul als Offizier im Dienste des Königs von Preußen gegen Napoleon. Dies geschah gegen den Willen seines Vaters. Im Jahre 1808 kam Prinz Paul nach Württemberg und versöhnte sich mit dem Vater, weigerte sich aber 1812, am Russlandfeldzug Napoleons teilzunehmen. Bei Beginn der Befreiungskriege trat er 1813 in den Dienst Zar Alexanders I. Im Jahr 1814 nahm er als russischer Generalleutnant seinen Abschied.
Von 1817 bis zu seinem Tode im Jahre 1852 lebte Prinz Paul in Paris. Seit 1813 waren die Beziehungen von Prinz Paul zu seinem Vater und nach dessen Tod im Jahre 1816 zu seinem Bruder, dem König Wilhelm I. von Württemberg, stets sehr angespannt. Von 1817 bis 1819 mischte Paul sich in die Verfassungskämpfe ein und bezog Stellung gegen das württembergische Hausgesetz und die Regelungen zur Apanage. Eine diesbezügliche Appellation seinerseits beim Bundestag in Frankfurt misslang jedoch. Als Prinz des königlichen Hauses war Paul Mitglied der Ersten Kammer des württembergischen Landtags, an deren Sitzungen er von 1822 bis 1847 auch teilnahm. Zwischen 1841 und 1843 erhob er bei den Landständen mehrfach Klage gegen den König. Wenige Monate vor seinem Tod trat er zum katholischen Glauben über. Sein Grab befindet sich in der katholischen Abteilung der Gruft in der Ludwigsburger Schlosskirche.

## Nachkommen
Am 1805 heiratete Prinz Paul in Ludwigsburg die ernestinische Prinzessin Charlotte von Sachsen-Hildburghausen, eine Tochter des Herzogs Friedrich von Sachsen-Hildburghausen. 1818 trennte sich Prinz Paul von seiner Frau. Eine legale Ehescheidung wurde vom württembergischen König abgelehnt.
Aus der Ehe gingen fünf Kinder hervor:
- Charlotte (1807–1873), später Großfürstin Helene Pawlowna ⚭ 1824 Großfürst Michael Pawlowitsch Romanow (1798–1849)
- Friedrich (1808–1870) ⚭ 1845 Katharina von Württemberg (1821–1898), Tochter von König Wilhelm I. von Württemberg
- Karl (1809–1810)
- Pauline (1810–1856) ⚭ 1829 Herzog Wilhelm von Nassau (1792–1839)
- August (1813–1885) ⚭ 1868 Marie Bethge (1830–1869), als „Frau von Wardenberg“ in den Adelsstand erhoben

Mit der Schauspielerin Friederike Margarethe Porth, die zu diesem Zeitpunkt Witwe des Schauspielers Johann Heinrich Vohs war, zeugte Prinz Paul eine uneheliche Tochter Adelheid Pauline Karoline (1805–1872), die später meist Karoline genannt wurde. Unter dem Namen Karoline von Rottenburg heiratete sie 1836 den bayerischen Freiherrn Karl Maximilian Friedrich Hubert Pfeffel von Krigenstein (1811–1890). Beide sind die Urururgroßeltern von Boris Johnson.
Nach dem Tod seiner Ehefrau Charlotte 1847 heiratete Prinz Paul im Jahre 1848 die Katholikin Donna Magdalena (Madeleine) de Creux y Ximenes, Witwe von Sir Samuel Ford („Samford“) Whittingham (1772–1841). Donna Magdalena war seine langjährige Geliebte und Mutter von Pauline Madeleine Ximenes (1825–1905), die 1841 zur Gräfin von Helfenstein erhoben wurde. Gräfin Pauline heiratete 1843 in Paris den Grafen Gustave de Monttessuy.

## Ehrungen und Auszeichnungen
- Großkreuz des Ordens der Württembergischen Krone
- Ritterkreuz des Königlichen Militär-Verdienstordens
- 1812 Schwarzer Adlerorden
- Roter Adlerorden 1. Klasse
- Königlich Bayerischer Hubertusorden
- Großkreuz der französischen Ehrenlegion
- Ritter des Schwarzen Adlerordens[3]

Quelle: